# Delut
Delut település Franciaországban, Meuse megyében. Lakosainak száma 126 fő (2022. január 1.). Delut Grand-Failly, Dombras, Jametz, Marville, Remoiville, Rupt-sur-Othain és Vittarville községekkel határos.

## Népesség
A település népességének változása:
| Lakosok száma | 166  | 119  | 101  | 101  | 129  | 131  | 125  | 122  | 120  | 126  |
|               | 1968 | 1982 | 1990 | 2006 | 2013 | 2015 | 2017 | 2019 | 2020 | 2022 |